# Lancepyrinae
Lancepyrinae (лат.) — ископаемое подсемейство мелких архаичных ос из семейства Bethylidae из отложений мелового периода.

## Распространение
Янтари мелового периода: бирманский янтарь (Мьянма), испанский янтарь, ливанский янтарь и таймырский янтарь (Россия, Сибирь, полуостров Таймыр).

## Описание
Осы мелких размеров (длина тела в основном 2—3 мм;  максимум до 5,4 мм). Тело чёрное до тёмно-каштанового, не особенно опушённое; антенны с 13 члениками, редко 12; оцеллии присутствуют. Дорсальная пронотальная область удлинённая, сужающаяся кпереди; задний край дорсальной пронотальной области вогнут; мезоскуто-мезоскутелларная борозда присутствует; метанотум развит медиально; метапектально-проподеальный комплекс не имеет задних шипов. Оба пола макроптерные; тегула присутствует; переднее крыло с трубчатыми C, Sc+R, M+Cu и A; жилка Rs+M трубчатая и прямая, редко редуцирована до призрачной; 2r-rs&Rs длинные, иногда достигают переднего края; жилка m-cu иногда присутствует, закрывая ячейку [1M]; птеростигма крупная. Коготки лапок слабо изогнуты; второй метасомальный тергит примерно такой же длины, как третий.

## Систематика
Более 10 ископаемых видов в десятке в основном монотипических родов. Подсемейство было впервые выделено в 2012 году на основе типового рода †Lancepyris Azevedo and Azar, 2012.
†Lancepyrinae являются сестринскими по отношению к остальным подсемействам. Филогенетическое положение †Lancepyrinae среди других подсемейств ос-бетилид иллюстрируются следующей схемой (Brazidec et al., 2023): †Cretabythinae + (†Lancepyrinae + (Mesitiinae + ((†Elektroepyrinae+Bethylinae) + (Scleroderminae +((†Protopristocerinae + Epyrinae) + Pristocerinae))))).
- † Archaepyris Evans, 1973
  - † Archaepyris minutus Evans, 1973 — таймырский янтарь[3]
- † Azepyris Brazidec et al., 2023 — бирманский янтарь[1]
  - † Azepyris delamarrei Brazidec et al., 2023[1]
- † Burmapyris Jouault, Perrichot & Nel, 2021 — бирманский янтарь
  - † Burmapyris azevedoi Jouault, Perrichot & Nel, 2021[4].
  - † Burmapyris ohmkuhnlei Brazidec et al., 2023 — бирманский янтарь
- † Cretepyris Ortega & Engel, 2013
  - † Cretepyris martini — испанский янтарь[5]
- † Gwesped Brazidec et al., 2023 — бирманский янтарь
  - † Gwesped groehni Brazidec et al., 2023
- † Lancepyris Azevedo & Azar, 2012
  - † Lancepyris opertus Azevedo & Azar, 2012 — ливанский янтарь
- † Liztor Ortega & Engel, 2013 — испанский янтарь[5]
  - † Liztor pilosus Ortega & Engel, 2013 — испанский янтарь[5]
- † Paralanceis Brazidec et al., 2023 — бирманский янтарь
  - † Paralanceis chotardi Brazidec et al., 2023
- † Protopyris Jouault & Nel, 2021
  - † Protopyris myanmarensis Jouault & Nel, 2021 — бирманский янтарь[4]
- † Yunbayin Brazidec et al., 2023 — бирманский янтарь
  - † Yunbayin rossei Brazidec et al., 2023[1]
- † Zophepyris Engel, Ortega & Azevedo, 2016 — испанский янтарь[6]
  - † Zophepyris alavaensis (Ortega & Engel, 2013) — испанский янтарь[5]